# Asura cyclota
Asura cyclota är en fjärilsart som beskrevs av Edward Meyrick 1886. Asura cyclota ingår i släktet Asura och familjen björnspinnare. Inga underarter finns listade i Catalogue of Life.